# Music Y
 (novembre 2023).
Music Y (en coréen : 음악취향Y) est un magazine en ligne sud-coréen publiant des critiques musicales, des articles et des interviews d'artistes. 
Le magazine est officiellement fondé en 2014, et était auparavant un webzine non officiel sous la forme d'un Naver Cafe depuis 2006. Le rédacteur en chef, Cho il-dong, est le principal juge des Korean Music Awards,. Les rédacteurs du magazine ont tous deux participé, en tant que membres du comité de sélection, aux 100 albums de musique populaire coréenne, édition 2007, organisée par Kyunghyang Shinmun, et édition 2018, organisée par Hankyoreh et MelOn,,.